# MOON PRIDE
«MOON PRIDE» (рус. Лунная гордость) — 12-й сингл японской идол-группы Momoiro Clover Z. Вышел в Японии 30 июля 2014 года. Песни в составе сингла использовались в аниме-сериале 2014 года Sailor Moon Crystal.

## История
На сингле записаны песни из аниме-сериала 2014 года Sailor Moon Crystal. («MOON PRIDE» — открывающая тема, а «Gekkou» — финальная, то есть звучащая во время закрывающих титров.)
Песня «MOON PRIDE» была написана (и стихи, и музыка) и аранжирована Revo, участником группы Sound Horizon. Гитарные соло исполнял Марти Фридман (американский рок-музыкант, бывший участник группы Megadeth, живущий теперь в Японии).
В Японии сингл был издан на CD в двух версиях: «Sailor Moon Edition» и «Momoclo Edition». «Sailor Moon Edition» помимо собственно компакт-диска включает Blu-ray-диск с видеоклипом к заглавной песне. В «Momoclo Edition» входит только CD, но на нём записана дополнительная песня (песня, которой нет на другом издании) — кавер на песню «Moon Revenge» из фильма Sailor Moon R: The Movie.
Режиссёр видеоклипа к заглавной песне («MOON PRIDE») — Ясуси Уэмура при общем руководстве/наблюдении режиссёра аниме-сериала Sailor Moon Crystal Мунэхисы Сакай. Анимация была создана студией Toei Animation. Видеоклип представляет собой монтаж фрагментов из аниме Sailor Moon Crystal. В видеоклипе зрители смогли впервые увидеть трансформации трёх воинов, которые к моменту премьеры видеоклипа в уже показанных сериях сериала ещё не появлялись: Сейлор Марс, Сейлор Венеры и Сейлор Юпитер.
По данным компании «Орикон», в первый день продаж сингл разошёлся в 29 тысячах экземпляров. По итогам первого дня он дебютировал на 3-м месте ежедневного чарта компании (Oricon Daily Singles Chart).

## Список композиций

### Sailor Moon Edition (CD+Blu-ray)
| №                   | Название                                | Текст песни         | Музыка              | Длительность |
| ------------------- | --------------------------------------- | ------------------- | ------------------- | ------------ |
| 1.                  | «MOON PRIDE»                            | Revo                | Revo                | 3:43         |
| 2.                  | «Gekkou» (月虹 Гэкко:, «Лунная радуга») | Сумирэ Сиробара     | Акико Косака        | 4:22         |
| 3.                  | «MOON PRIDE» (off vocal ver.)           |                     |                     | 3:43         |
| 4.                  | «Gekkou» (off vocal ver.)               |                     |                     | 4:22         |
| Общая длительность: | Общая длительность:                     | Общая длительность: | Общая длительность: | 16:10        |

| №  | Название                   | Длительность |
| -- | -------------------------- | ------------ |
| 1. | «MOON PRIDE» (music video) |              |

### Momoclo Edition (CD)
| №                   | Название                        | Текст песни         | Музыка              | Длительность |
| ------------------- | ------------------------------- | ------------------- | ------------------- | ------------ |
| 1.                  | «MOON PRIDE»                    |                     |                     | 3:43         |
| 2.                  | «Gekkou»                        |                     |                     | 4:22         |
| 3.                  | «Moon Revenge»                  | Каёко Фудзимори     | Акико Косака        | 4:26         |
| 4.                  | «MOON PRIDE» (off vocal ver.)   |                     |                     | 3:43         |
| 5.                  | «Gekkou» (off vocal ver.)       |                     |                     | 4:22         |
| 6.                  | «Moon Revenge» (off vocal ver.) |                     |                     | 4:26         |
| Общая длительность: | Общая длительность:             | Общая длительность: | Общая длительность: | 25:02        |

## Чарты
| Чарт (2014)                   | Наивыс. позиция |
| ----------------------------- | --------------- |
| Oricon Daily Singles Chart    | 2               |
| Oricon Weekly Singles Chart   | 3               |
| Billboard Japan Hot Animation | 1               |